# Распределительное устройство
Распределительное устройство (РУ) — электроустановка, служащая для приёма и распределения электрической энергии одного класса напряжения.
Распределительное устройство содержит набор коммутационных аппаратов, вспомогательные устройства РЗиА и средства учёта и измерения (в том числе устройство для определения повреждённого участка в случае аварии).

## Классификация

### По месту расположения
- Открытые распределительные устройства (ОРУ) — распределительные устройства, у которых силовые проводники располагаются на открытом воздухе без защиты от воздействия окружающей среды. Обычно в виде ОРУ выполняются распределительные устройства на напряжение от 27,5 кB.
- Закрытые распределительные устройства (ЗРУ) — распределительные устройства, оборудование которых устанавливается в закрытых помещениях, либо защищено от контакта с окружающей средой специальными кожухами (в том числе в шкафах наружного исполнения КРУН). Обычно такие распределительные устройства применяют на напряжения до 35 кB. В ряде случаев необходимо применение ЗРУ и на более высоких напряжениях (серийно выпускается оборудование на напряжение до 800 кВ). Применение ЗРУ высоких напряжений обосновано: в местности с агрессивной средой (морской воздух, повышенное запыление), холодным климатом, при строительстве в стеснённых условиях, в городских условиях для снижения уровня шума и для архитектурной эстетичности.

### По выполнению секционирования

#### РУ с одной секцией сборныхшин(без секционирования)
К преимуществам такого РУ можно отнести простоту и низкую себестоимость.
К основным недостаткам относятся неудобства в эксплуатации, из-за которых такая система не получила широкого применения:
- Профилактический ремонт любого элемента РУ должен сопровождаться отключением всего РУ — а значит лишением всех питающихся от РУ потребителей электроэнергии.
- Авария на сборных шинах так же выводит из строя всё РУ.

#### РУ с двумя и более секциями
Такие РУ выполняются в виде нескольких секций, каждая из которых имеет своё питание и свою нагрузку, соединённых между собой секционными выключателями. На станциях секционный выключатель обычно включен, из-за необходимости параллельной работы генераторов. В случае повреждения на одной из секций секционный выключатель отключается, отсекая повреждённую секцию от РУ. В случае аварии на самом секционном выключателе из строя выходят обе секции, но вероятность такого повреждения относительно мала. На низковольтных РУ (6-10кВ) секционный выключатель обычно оставляют отключённым, так что связанные между собой секции работают независимо друг от друга. В случае если по каким-либо причинам питание одной из секций пропадёт, сработает устройство АВР, которое отключит вводной выключатель секции и включит секционный выключатель. Потребители секции с отключённым питанием будут получать электроэнергию от питания смежной секции через секционный выключатель. Подобная система используется в РУ 6 — 35 кВ подстанций и 6 — 10 кВ станций типа ТЭЦ.

#### РУ с секционированием сборных шин и обходным устройством
Простое секционирование не решает проблемы планового ремонта отдельных выключателей секции. В случае если необходимо провести ремонт или замену выключателя любого отходящего присоединения, приходится отключать всю секцию, что в некоторых случаях недопустимо. Для решения проблемы используется обходное устройство. Обходное устройство представляет собой один или два обходных выключателя на две секции, обходные разъединители и обходную систему шин. Обходную систему шин подключают через обходные разъединители к разъединителям выключателей присоединений с противоположной от основной системы шин стороны. В случае, когда необходимо провести плановый ремонт или замену какого-либо выключателя, включают обходной выключатель, включают соответствующий нужному выключателю обходной разъединитель, затем ремонтируемый выключатель вместе с его разъединителями отключают. Теперь питание отходящего присоединения осуществляется через обходной выключатель. Подобные системы получили распространение в РУ на напряжении 110—220 кВ.

### По числу систем сборных шин

#### С одной системой сборных шин
К этим РУ относятся описанные выше.

#### С двумя системами сборных шин
Подобное РУ похоже по устройству на РУ с секционированием сборных шин и обходным устройством, но, в отличие от него, обходная система шин используется как рабочая, нагрузки на систему распределяют между обеими системами шин. Это делается для повышения надёжности электроснабжения. Отсутствие питания на одной из систем шин допускается только временно, пока ведутся ремонтные работы на этой системе шин.
К достоинствам этой системы относятся:
- Возможность планового ремонта любой системы шин, без вывода из эксплуатации всего РУ.
- Возможность разделения системы на две части, для повышения надёжности электроснабжения.
- Возможность ограничения тока короткого замыкания

К основным недостаткам следует отнести:
- Сложность схемы
- Увеличение вероятности повреждений на сборных шинах из-за частых переключений разъединителей.

Наибольшее распространение система получила в РУ на напряжение 110—220 кВ

### По структуре схемы

#### Радиального типа
Этому типу присущи следующие признаки:
- Источники энергии и присоединения сходятся на сборных шинах, поэтому авария на шинах приводит к выводу всей секции (или всей системы)
- Вывод из эксплуатации одного выключателя из присоединения приводит к отключению соответствующего присоединения.
- Разъединители кроме своей основной функции (изоляция отключенных элементов от РУ), участвуют в изменениях схемы (например, ввод обходных выключателей), что снижает надёжность системы.

#### Кольцевого типа
Кольцевой тип схемы отличается следующими признаками:
- Схема выполнена в виде кольца с ответвлениями присоединений и подводов питания
- Отключение каждого присоединения осуществляется двумя или тремя выключателями.
- Отключение одного выключателя никак не отражается на питании присоединений
- При повреждениях (КЗ или отключениях) на РУ, выходит из строя лишь незначительная часть системы.
- Разъединители выполняют только основную функцию — изолируют выведенный из эксплуатации элемент.
- Кольцевые схемы удобнее радиальных в плане развития системы и добавления новых элементов в систему.

## Открытое распределительное устройство (ОРУ)

### Конструктивные особенности
Открытое распределительное устройство (ОРУ) — распределительное устройство, оборудование которой располагается на открытом воздухе.
Все элементы ОРУ размещаются на бетонных или металлических основаниях. Расстояния между элементами выбираются согласно ПУЭ. На напряжении 110 кВ и выше под устройствами, которые используют для работы масло (масляные трансформаторы, выключатели, реакторы) создаются маслоприемники — заполненные гравием углубления. Эта мера направлена на снижение вероятности возникновения пожара и уменьшение повреждений при аварии на таких устройствах.
Сборные шины ОРУ могут выполняться как в виде жёстких труб, так и в виде гибких проводов. Жёсткие трубы крепятся на стойках с помощью опорных изоляторов, а гибкие подвешиваются на порталы с помощью подвесных изоляторов.
Территория, на которой располагается ОРУ, в обязательном порядке огораживается.

### Преимущества
- ОРУ позволяют использовать электрические устройства больших размеров, чем, собственно, и обусловлено их применение на высоких классах напряжений.
- Изготовление ОРУ не требует дополнительных затрат на строительство помещений.
- ОРУ удобнее ЗРУ в плане расширения и модернизации.
- Возможно визуальное наблюдение всех аппаратов ОРУ.

### Недостатки
- Эксплуатация ОРУ затруднена в неблагоприятных климатических условиях, кроме того, окружающая среда сильнее воздействует на элементы ОРУ, что приводит к их раннему износу.
- ОРУ занимают намного больше места, чем ЗРУ.

## Закрытое распределительное устройство (ЗРУ)
В некоторых случаях для ЗРУ используется то же оборудование, что и для ОРУ, но с размещением внутри закрытого помещения. Типичный класс напряжения: 35…110 кВ, реже 220 кВ. ЗРУ такого типа имеют мало преимуществ по сравнению с ОРУ, поэтому используются редко. Более практично применение для ЗРУ специального оборудования.

## Комплектное распределительное устройство (КРУ)
Распределительное устройство, собранное из типовых унифицированных блоков (т. н. ячеек) высокой степени готовности, собранных в заводских условиях, называется комплектным распределительным устройством. На напряжении до 35 кВ ячейки изготовляют в виде шкафов, соединяемых боковыми стенками в общий ряд. В таких шкафах элементы с напряжением до 1 кВ (цепи учёта, релейной защиты, автоматики и управления) выполняют проводами в твердой изоляции, а элементы от 1 до 35 кВ — проводниками с воздушной изоляцией (шины с изоляторами).
Для напряжений выше 35 кВ воздушная изоляция не применима, поэтому элементы, находящиеся под высоким напряжением, помещают в герметичные камеры. В устаревшей технологии используется элегаз, в то время как в Европе элегаз постепенно заменяется вакуумными дугогасительными камерами, имеющими относительно простую конструкцию. Ячейки с элегазовыми камерами имеют сложную конструкцию, внешне похожую на сеть трубопроводов. КРУ с элегазовой изоляцией сокращённо обозначают КРУЭ, сокращения для КРУ с вакуумными дугогасительными камерами пока не введено в оборот.
Вакуумные устройства имеют более высокий ресурс коммутации и подходят для частых коммутаций, в то время как элегазовые установки применяются для работы в цепях электродвигателей с ограниченной мощностью.
При этом накопленная статистика по эксплуатации демонстрирует бесспорные преимущества вакуумных выключателей — известен случай блокировки цепей управления 59 элегазовых баковых выключателей 110—500 кВ производства ряда европейских компаний при температуре окружающего воздуха −41°С в Тюменской области в 2006 году из-за несовершенства конструкции, недостаточной мощности, низкой надежности обогревающих устройств баков и недостатков системы контроля давления (плотности) элегаза. Несмотря на преимущества новой технологии в российской энергетике доля вакуумных выключателей составляет только 10-15 %..

### Область применения
Комплектные распределительные устройства могут использоваться как для внутренней, так и для наружной установки (в этом случае их называют КРУН). КРУ широко применяются в тех случаях, где необходимо компактное размещение распределительного устройства. В частности, КРУ применяют на электрических станциях, городских подстанциях, для питания объектов нефтяной промышленности (нефтепроводы, буровые установки), в схемах энергопотребления судов.
Среди шкафов КРУ, отдельно выделяют камеры сборные одностороннего обслуживания (КСО). Одностороннее обслуживание позволяет ставить КСО непосредственно к стене или задними стенками друг к другу, что позволяет экономить место (важно в условиях высокой плотности городской застройки).

### Устройство КРУ
Как правило, шкаф (ячейка) КРУ разделён на 4 основных отсека: 3 высоковольтных — кабельный отсек (ввода или линии), отсек выключателя и отсек сборных шин и 1 низковольтный — релейный шкаф.
- В релейном отсеке (3) располагается низковольтное оборудование: устройства РЗиА, переключатели, рубильники. На двери релейного отсека, как правило, располагаются светосигнальное оборудование, устройства учёта и измерения электроэнергии, элементы управления ячейкой.
- В отсеке выключателя (4) располагается силовой выключатель или другое высоковольтное оборудование (разъединительные контакты, предохранители, ТН). Чаще всего в КРУ это оборудование размещается на выкатном или выдвижном элементе.
- В отсеке сборных шин (6) располагаются силовые шины (8), соединяющие шкафы секции РУ.
- Отсек ввода (5) служит для размещения кабельной разделки, измерительных трансформаторов тока (7), трансформаторов напряжения, ОПН.

Заводами изготавливаются ячейки комплектных распределительных устройств разного назначения, которые подразделяются:
- по функциональному назначению — вводные, линейные, собственных нужд, трансформаторов напряжения и проч.;
- по типу вводных и отходящих линий — для воздушного ввода или вывода, для кабельного ввода или вывода;
- по назначению — общего назначения, для питания экскаваторов, для электротранспорта и т. д.;
- по типоисполнению — для одиночного применения и для встраивания в сборку КРУ;
- по типу установки — для применения внутри помещений и для наружного применения (КРУН);
- по величине номинального тока;
- по конструктивному исполнению видимого разрыва (в целях безопасности работы на линиях) — с разъединителями и коммутационным аппаратом в выдвижном исполнении (на тележке).

Для различия ячеек одного типа и марки, но имеющие разное функциональное назначение (иногда и разный тип ввода или вывода), завод-изготовитель присваивает им каталожные номера.